# Fenimorea halidorema
Fenimorea halidorema är en snäckart som först beskrevs av Jeanne Sanderson Schwengel 1940.  Fenimorea halidorema ingår i släktet Fenimorea och familjen Turridae. Inga underarter finns listade i Catalogue of Life.